# りんご侍
りんご侍（りんごさむらい）は、リンゴおよびリンゴ加工品の通信販売などを行うウェブサイト。青森県黒石市の株式会社BlackStoneによって運営されている。
BlackStoneの代表取締役である須藤公貴によって、地元産リンゴの宣伝と若手農家の支援を目的とする事業のためのウェブサイトとして2013年6月22日に開設され、当初はリンゴ農家と提携して高級リンゴジュース「華凛」の販売のみを行っていた。須藤はIT関連企業の経営者であったため、自身の知識や技術を活かして貢献したいとの思いからこの事業に至ったと述べている。
2014年9月からはECサイトとしての運用が開始される。商品の販売価格は参加している生産者側が設定でき、年会費や資材費などのほかに売上げの一部を成功報酬として運営者に支払う仕組みとなっている。青森県は「他県に比べJAや卸売市場、産地業者等に出荷する割合が高く、自身で価格を決めることが少ない」ことから、「自分と同世代の生産者たちと一緒に新たな取組みをしたかった」ため、このような制度を採用したと須藤は述べている。参加する生産者側には宣伝を委託してリンゴの栽培に集中できるというメリットがある。
また他の販売サイトとの差別化の意図もあり「農家の顔が見える」ことに重きを置いており、客が生産者を選んで商品を購入するシステムとなっている。商品の種類のほかに、作業体験のようなサービスからも検索できるようになっている。商品の品質保持のため、参加している生産者に対し栽培技術に詳しいスタッフが出荷の基準などの指導を行っている。
なお須藤公貴は、青森県出身の経営者で構成され首都圏で活動する非営利団体AOsukiの会長を務めており、また津軽黒石市観光大使の一人でもある。
2020年11月、株式会社フルスイングに事業譲渡を行った。現在は、大阪府大阪市北区東天満2-2-15-404に本社を有する、株式会社フルスイングが運営を行っている。